# Kambaitipsyche hykrion
Kambaitipsyche hykrion är en nattsländeart som först beskrevs av Malicky och Chantaramongkol 1991.  Kambaitipsyche hykrion ingår i släktet Kambaitipsyche och familjen fångstnätnattsländor. Inga underarter finns listade i Catalogue of Life.